# Garra
A Garra a sugarasúszójú halak (Actinopterygii) osztályának pontyalakúak (Cypriniformes) rendjébe, ezen belül a pontyfélék (Cyprinidae) családjába tartozó nem.

## Tudnivalók
A Garra-fajok többsége Ázsia édesvizeiben fordul elő. Egyes ázsiai fajok Európa területén is megtalálhatók. Európának nincs saját faja, míg körülbelül 19 faj kizárólag Afrikában található meg. E csontoshalak legnagyobb mérete fajtól függően 2,6-34,5 centiméter között mozog. A legtöbb faj azonban csak 5-10 centiméteres.

## Rendszerezés
A nembe az alábbi 146 faj tartozik:
- Garra abhoyai Hora, 1921
- Garra aethiopica (Pellegrin, 1927)
- Garra allostoma Roberts, 1990
- Garra alticaputus Arunachalam, Nandagopal & Mayden, 2013
- Garra amirhosseini Esmaeili, Sayyadzadeh, Coad & Eagderi, 2016
- Garra annandalei Hora, 1921
- Garra apogon (Norman, 1925)
- Garra arunachalensis Nebeshwar & Vishwanath, 2013
- Garra arupi Nebeshwar, Vishwanath & Das, 2009
- Garra barreimiae Fowler & Steinitz, 1956
- Garra bibarbatus (Nguyen, 2001)
- Garra bicornuta Narayan Rao, 1920
- Garra biloborostris Roni & Vishwanath, 2017
- Garra bimaculacauda Thoni, Gurung & Mayden, 2016
- Garra birostris Nebeshwar & Vishwanath, 2013
- Garra bisangularis Chen, Wu & Xiao, 2010
- Garra bispinosa Zhang, 2005
- Garra blanfordii (Boulenger, 1901)
- Garra borneensis (Vaillant, 1902)
- Garra bourreti (Pellegrin, 1928)
- Garra buettikeri Krupp, 1983
- Garra cambodgiensis (Tirant, 1883)
- Garra ceylonensis Bleeker, 1863
- Garra chakpiensis Nebeshwar & Vishwanath, 2015
- Garra chaudhurii Hora, 1921
- Garra chebera Habteselassie, Mikschi, Ahnelt & Waidbacher, 2010
- Garra clavirostris Roni, Sarbojit & Vishwanath, 2017
- Garra compressus Kosygin & Vishwanath, 1998
- Garra congoensis Poll, 1959
- Garra cornigera Shangningam & Vishwanath, 2015
- Garra culiciphaga (Pellegrin, 1927)
- Garra cyclostomata Mai, 1978
- Garra cyrano Kottelat, 2000
- Garra dampaensis Lalronunga, Lalnuntluanga & Lalramliana, 2013
- Garra dembecha Getahun & Stiassny, 2007
- Garra dembeensis (Rüppell, 1835)
- Garra dulongensis (Chen, Pan, Kong & Yang, 2006)
- Garra dunsirei Banister, 1987
- Garra duobarbis Getahun & Stiassny, 2007
- Garra elegans (Günther, 1868)
- Garra elongata Vishwanath & Kosygin, 2000
- Garra emarginata Madhusoodana Kurup & Radhakrishnan, 2011
- Garra ethelwynnae Menon, 1958
- Garra fasciacauda Fowler, 1937
- Garra festai (Tortonese, 1939)
- Garra findolabium Li, Zhou & Fu, 2008
- Garra fisheri (Fowler, 1937)
- Garra flavatra Kullander & Fang, 2004
- Garra fuliginosa Fowler, 1934
- Garra geba Getahun & Stiassny, 2007
- Garra ghorensis Krupp, 1982
- Garra gotyla (Gray, 1830)
- Garra gracilis (Pellegrin & Chevey, 1936)
- Garra gravelyi (Annandale, 1919)
- Garra hainanensis Chen & Zheng, 1983
- Garra hindii (Boulenger, 1905)
- Garra hughi Silas, 1955
- Garra ignestii (Gianferrari, 1925)
- Garra imbarbatus (Nguyen, 2001)
- Garra imberba Garman, 1912
- Garra imberbis (Vinciguerra, 1890)
- Garra jerdoni Day, 1867
- Garra jordanica Hamidan, Geiger & Freyhof, 2014
- Garra kalakadensis Rema Devi, 1993
- Garra kalpangi Nebeshwar, Bagra & Das, 2012
- Garra kemali (Hankó, 1925)
- Garra kempi Hora, 1921
- Garra khawbungi Arunachalam, Nandagopal & Mayden, 2014
- Garra kimini Arunachalam, Nandagopal & Mayden, 2013
- Garra laichowensis Nguyen & Doan, 1969
- Garra lamta (Hamilton, 1822) - típusfaj
- Garra lancrenonensis Blache & Miton, 1960
- Garra lautior Banister, 1987
- Garra lissorhynchus (McClelland, 1842)
- Garra litanensis Vishwanath, 1993
- Garra longipinnis Banister & Clarke, 1977
- Garra lorestanensis Mousavi-Sabet & Eagderi, 2016
- Garra magnidiscus Tamang, 2013
- Garra makiensis (Boulenger, 1904)
- Garra mamshuqa Krupp, 1983
- Garra manipurensis Vishwanath & Sarojnalini, 1988
- Garra mcclellandi (Jerdon, 1849)
- Garra menderesensis (Küçük, Bayçelebi, Güçlü & Gülle, 2015)
- Garra menoni Rema Devi & Indra, 1984
- Garra micropulvinus Zhou, Pan & Kottelat, 2005
- Garra mini Rahman, Mollah, Norén & Kullander, 2016
- Garra minimus Arunachalam, Nandagopal & Mayden, 2013
- Garra mirofrontis Chu & Cui, 1987
- Garra mlapparaensis Madhusoodana Kurup & Radhakrishnan, 2011
- Garra mondica Sayyadzadeh, Esmaeili & Freyhof, 2015
- Garra mullya (Sykes, 1839)
- Garra naganensis Hora, 1921
- Garra nambulica Vishwanath & Joyshree, 2005
- Garra namyaensis Shangningam & Vishwanath, 2012
- Garra nana (Heckel, 1843)
- Garra nasuta (McClelland, 1838)
- Garra nepalensis Rayamajhi & Arunachalam, 2017
- Garra nethravathiensis Arunachalam & Nandagopal, 2014
- Garra nigricauda Arunachalam, Nandagopal & Mayden, 2013
- Garra nigricollis Kullander & Fang, 2004
- Garra notata (Blyth, 1860)
- Garra nujiangensis Chen, Zhao & Yang, 2009
- Garra orientalis Nichols, 1925
- Garra ornata (Nichols & Griscom, 1917)
- Garra palaruvica Arunachalam, Raja, Nandagopal & Mayden, 2013
- Garra paralissorhynchus Vishwanath & Shanta Devi, 2005
- Garra parastenorhynchus Thoni, Gurung & Mayden, 2016
- Garra periyarensis Gopi, 2001
- Garra persica Berg, 1914
- Garra phillipsi Deraniyagala, 1933
- Garra platycephala Narayan Rao, 1920
- Garra poecilura Kullander & Fang, 2004
- Garra poilanei Petit & Tchang, 1933
- Garra propulvinus Kullander & Fang, 2004
- Garra qiaojiensis Wu & Yao, 1977
- Garra quadratirostris Nebeshwar & Vishwanath, 2013
- Garra quadrimaculata (Rüppell, 1835)
- Garra rakhinica Kullander & Fang, 2004
- Garra regressus Getahun & Stiassny, 2007
- Garra robertsi Thoni & Mayden, 2015
- Garra rossica (Nikolskii, 1900)
- Garra rotundinasus Zhang, 2006
- édesvízi doktorhal (Garra rufa) (Heckel, 1843)
- Garra rupecula (McClelland, 1839)
- Garra sahilia Krupp, 1983
- Garra salweenica Hora & Mukerji, 1934
- Garra smarti Krupp & Budd, 2009
- Garra spilota Kullander & Fang, 2004
- Garra stenorhynchus (Jerdon, 1849)
- Garra surendranathanii Shaji, Arun & Easa, 1996
- Garra tana Getahun & Stiassny, 2007
- Garra tashanensis Mousavi-Sabet, Vatandoust, Fatemi & Eagderi, 2016
- Garra tengchongensis Zhang & Chen, 2002
- Garra theunensis Kottelat, 1998
- Garra tibanica Trewavas, 1941
- Garra trilobata Shangningam & Vishwanath, 2015
- Garra tyao Arunachalam, Nandagopal & Mayden, 2014
- Garra typhlops (Bruun & Kaiser, 1944)
- Garra ukhrulensis Nebeshwar & Vishwanath, 2015
- Garra variabilis (Heckel, 1843)
- Garra vittatula Kullander & Fang, 2004
- Garra waensis Lothongkham, Arbsuwan & Musikasinthorn, 2014
- Garra wanae (Regan, 1914)
- Garra waterloti (Pellegrin, 1935)
- Garra widdowsoni (Trewavas, 1955)
- Garra yiliangensis Wu & Chen, 1977